# Svinište
Svinište (makedonska: Свиниште) är en övergiven ort i Nordmakedonien. Den ligger i kommunen Bitola, i den sydvästra delen av landet, 100 kilometer söder om huvudstaden Skopje. Svinište ligger 750 meter över havet och antalet invånare är 139. Svinište ligger vid sjön Ezero Streževo.